# 瀛寰志略

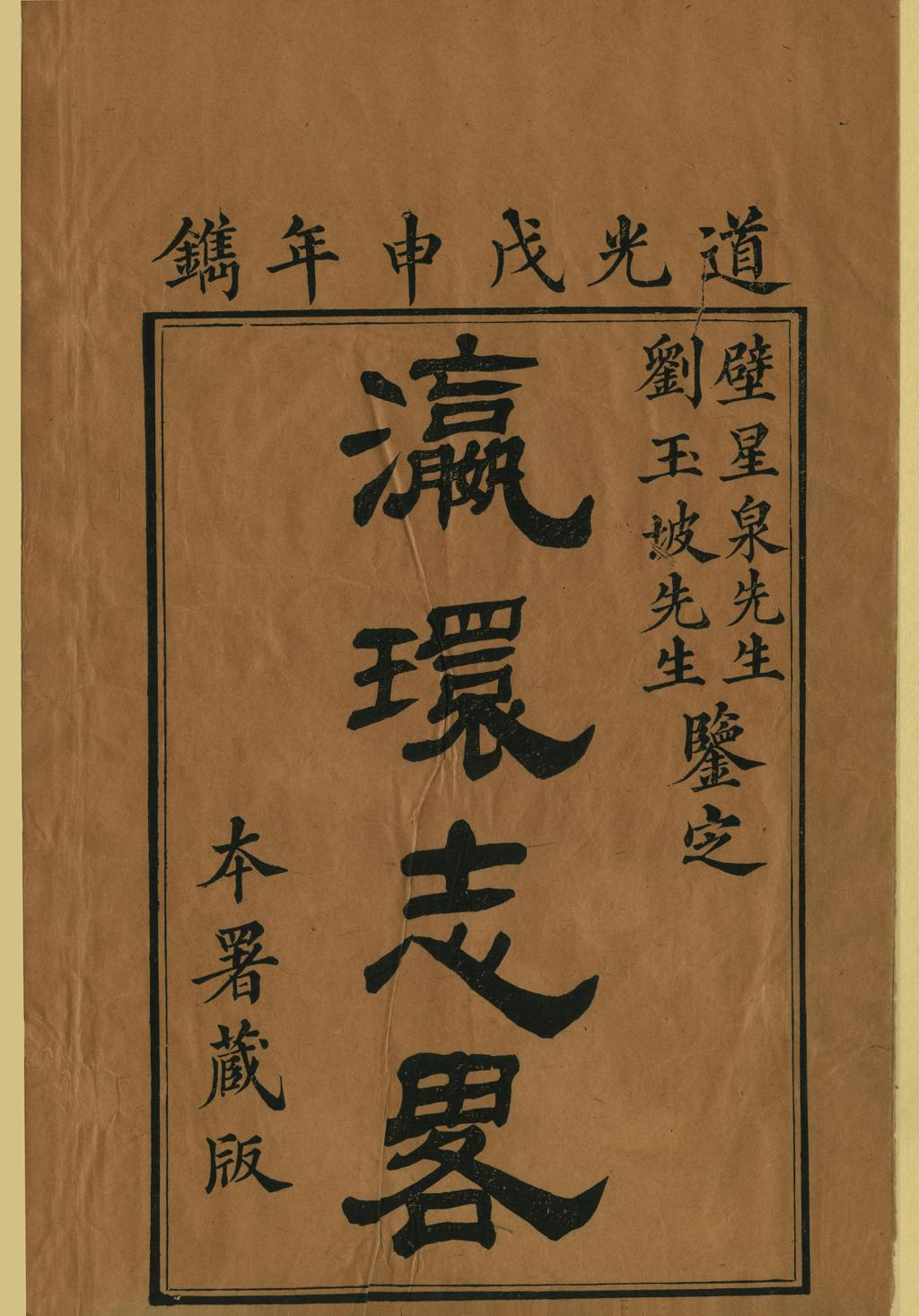
瀛寰志略

《瀛寰志略》是19世纪中叶一本記述西方諸國之事的書籍，由清朝的徐繼畬所编纂。该书成书于道光戊申年（1848年）全书共10卷，约14.5万字，並附插图42张。除了关于大清疆土的皇清一統輿地全圖以及朝鲜、日本地图以外，其他地图都是临摹欧洲人的地图所製。

## 内容
书中首先以地球为引子，介绍了东西半球的概况，並介紹南北極、赤道等。之后以此按亚洲、欧洲、非洲、美洲顺序依次介绍世界各国风土地理人情以及簡單立國歷史大要，並會在各國簡介後加上自己的見解。在介绍印度文化、阿拉伯文化以及欧洲文明时，摒弃了以往士大夫们对于中国以外地区的偏见，尽可能地做到了客观真实。比如对于西方文明的要點之一的基督教的介绍，他就这么写道“摩西十诫，虽浅近而尚无怪说。耶稣著神异之迹，而其劝人为善，亦不外摩西大旨。周孔之外無由宣之重译，彼土聪明特达之人，起而训俗劝善，其用意亦无恶于天下。
然而對於回教的介紹卻寫，摩哈麥（回教創始人）本一市儈，忽起而創立教門。其禮拜與天主教同，所別異者，僅不食豬肉一端。

除了风土人情的介绍，徐繼畬对于西方民主制度也进行了介绍，而这在中国历史上十分罕见。比如，对于英国的議會制度，书中就有如下介绍：
　　都城有公会所，内分两所，一曰爵房，一曰乡绅房。爵房者，有爵位贵人及耶稣教师处之；乡绅房者，由庶民推择有才识学术者处之。国有大事，王谕相，相告爵房，聚众公议，参以条例，决其可否。复转告乡绅房，必乡绅大众允诺而后行，否则，寝其事勿论。其民间有利病欲兴除者，先陈说于乡绅房；乡绅酌核，上之爵房；爵房酌议，可行则上之相，而闻于王；否则报罢。民间有控诉者，亦赴乡绅房具状，乡绅斟酌拟批，上之爵房核定。乡绅有罪，令众乡绅议治之，不与庶民同囚禁。大约刑赏、征伐、条例诸事，有爵者主议；增减课税，筹办帑饷，则全由乡绅主议。此制欧罗巴诸国皆从同，不独英吉利也。
關於美國獨立的原因也有詳述：
　　乾隆中，英與佛郎西搆兵，連年不解，百方括餉，稅額倍加。舊例，茶葉賣者納稅，英人下令買者亦納稅，米利堅人不能堪。乾隆四十年，紳耆聚公局，欲與居守大酋酌議，酋逐議者，督征愈急。眾皆怒，投船中茶葉於海，謀舉兵拒英。
亦介紹美國的推舉各州州長及總統制度：
　　時乾隆四十七年也，頓既定國，謝兵柄，欲歸田，眾不肯捨。堅推力為國主，頓乃與眾議曰，得國而傳子，是私也，牧民之任，宜擇有德者為之。仍各部之舊，分建為國，每國政統領一，副統領佐之。以四年為任滿，集部眾議之眾皆曰賢，則再留四年（八年之後不准再留）。否則推其副者為正。副或不協人望，則別行推則鄉邑之長，各以所推書姓名投匭中，畢則啟匭，視所推獨多者立之。或官吏，或庶民，不拘資格，退位之統領依然與齊民齒無所異也。各國正統領之中又推一總統領專主會盟戰伐之事，各國皆聽命。其推則之法與推擇各國統領同。亦為四年為任滿，再任則八年。

## 书目
- 序
  - 瀛寰志略叙
  - 序一
  - 序二
  - 序三
  - 自序
  - 凡例
- 卷一
  - 地球
  - 皇清一統輿地全圖
  - 亞細亞
  - 亞細亞東洋二國
  - 亞細亞南洋濱海各國
- 卷二
  - 亞細亞南洋各島
  - 亞細亞東南洋各島
  - 亞細亞大洋海群島
- 卷三
  - 亞細亞五印度
  - 亞細亞印度以西回部四國
  - 亞細亞西域各回部
- 卷四
  - 歐羅巴
  - 歐羅巴峨羅斯國
  - 歐羅巴瑞國
  - 歐羅巴嗹國
- 卷五
  - 歐羅巴奧地利國
  - 歐羅巴普魯士國
  - 歐羅巴日耳曼諸國
  - 歐羅巴瑞士國
- 卷六
  - 歐羅巴土耳其國
  - 歐羅巴希臘國
  - 歐羅巴意大里亞列國
  - 歐羅巴荷兰國
  - 歐羅巴比利时國
- 卷七
  - 歐羅巴佛郎西國
  - 歐羅巴西班牙國
  - 歐羅巴葡萄牙國
  - 歐羅巴英吉利國
- 卷八
  - 阿非利加各國
  - 阿非利加北土
  - 阿非利加中土
  - 阿非利加東土
  - 阿非利加西土
  - 阿非利加南土
  - 阿非利加群島
- 卷九
  - 亞墨利加
  - 北阿墨利加冰疆
  - 北亞墨利加英吉利屬部
  - 北亞墨利加米利堅合眾國
- 卷十
  - 北阿墨利加南境各國
  - 南亞墨利加各國
  - 南北阿墨利加海灣群島
  - 後記

## 影響
此書與《海國圖志》於日本鎖國體制崩解後，成為對外參考依據，例如《神奈川條約》對美國使用的日文譯名「亞墨利加」，以及後來成為正式稱呼的「米利堅合眾國」等，可謂影響深遠。

## 轶闻

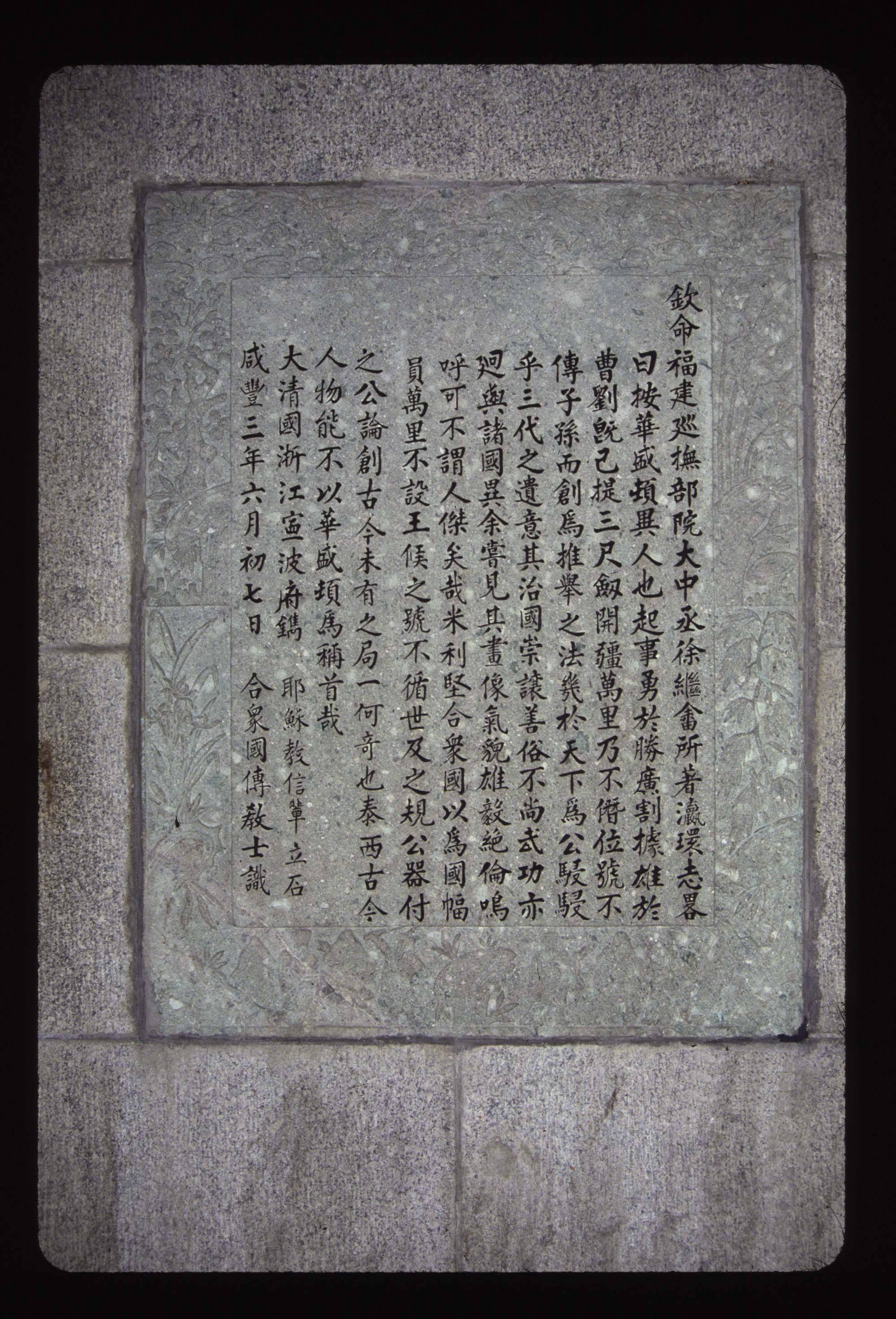
石碑照片，可知正確書名為「瀛𤨔志畧」。不過「𤨔」（環）與「寰」，「畧」與「略」今為通字。

- 徐繼畬作成的《瀛寰志略》初版将「皇清一統輿地全圖」放在「亚细亚」之后，但其好友张穆担心这安排可能会触动国内文人士大夫抵触，因此建议把皇清一統輿地全圖的位置加以调整。徐繼畬听从了建议，将皇清一統輿地全圖放了在卷一卷首。
- 坐落在美国首都华盛顿的华盛顿纪念碑上有一方碑文所用的正是徐繼畬在《瀛寰志略》中称赞第一任美国总统乔治·华盛顿的一段话(石碑是1853年由大清國寧波人鐫刻，由清廷贈送給美國政府)：华盛顿，异人也。起事勇于胜、广，割据雄于曹、刘，既已提三尺剑，开疆万里，乃不僭位号，不传子孙，而创为推举之法，几于天下为公，骎骎乎三代之遗意。其治国崇让善俗，不尚武功，亦迥与诸国异。余见其画像，气貌雄毅绝伦，呜呼，可不谓人杰矣哉！米利坚合众国之为国，幅员万里，不设王侯之号，不循世袭之规，公器付之公论，创古今未有之局，一何奇也！泰西古今人物，能不以华盛顿为称首哉！
- 康有为曾說阅读了《瀛寰志略》後才「知万国之故，地球之理」[1]。
- 戊戌變法領袖梁啟超於1890年入京會試，在回粵路經上海，購得《瀛寰志略》，始知世界有五大洲各國。[2]